# Helianthus orgyaloides
Helianthus orgyaloides là một loài thực vật có hoa trong họ Cúc. Loài này được Cockerell mô tả khoa học đầu tiên năm 1919.